# Ерфилов, Георгий Иванович
Георгий Иванович Ерфилов (1912, Ташкент — ?) — советский футболист, нападающий.

## Биография
В 1937 году играл за команду ГОЛИФКа им. П. Ф. Лесгафта в Кубке СССР.
В 1938 году сыграл два матче в чемпионате СССР в составе ленинградского «Сталинца»: 4 июня в домашнем матче против московского «Спартака» (0:4) провёл всю игру, 9 июня в домашнем матче против «Динамо» Киев (2:7) вышел на замену.
В 1939 году в группе «Б» за «Авангард» в семи матчах забил два гола.
В 1940 году окончил ГОЛИФКа им. П. Ф. Лесгафта.
В 1945 году в чемпионате провёл 13 матчей забил один гол, выступая за «Локомотив» Москва, в 1947 играл за московский «Большевик».
В 1949 — старший тренер московского СКИФа.
Сын Виталий — хоккейный тренер.